# Samuel W. Alderson
Samuel W. Alderson (* 21. Oktober 1914 in Cleveland/Ohio; † 11. Februar 2005 in Los Angeles) war ein US-amerikanischer Physiker und Erfinder. Er führte erstmals Dummys für die Auto-Entwicklung ein.

## Crashtest-Dummies
Alderson gründete 1950 die nach ihm benannten Forschungslabors, die anthropomorphe Puppen für die Erprobung von Fallschirmen und Schleudersitzen im Auftrag des Militärs und der Weltraumbehörde NASA entwickelten.
Seine „Crashtest-Dummys“ stießen zuerst auf wenig Interesse, später wurden die Hersteller aber aufgrund eines Verbraucherschutzberichtes aus dem Jahr 1965 sensibilisiert.

## Privatleben
Alderson starb im Alter von 90 Jahren an einer Knochenmarkerkrankung.